# Лэнджер, Роберт
Роберт Лэнгер (англ. Robert Samuel Langer, Jr.; род. 29 августа 1948, Олбани[…]) — американский учёный, инженер и предприниматель. Труды в основном посвящены биомедицине и биотехнологиям. Лауреат многих престижных премий.
Член Национальной академии наук США и иностранный член Королевской инженерной академии наук Великобритании.
В 1970 году получил степень бакалавра в Корнеллском университете, в 1974 году получил степень доктора философии по химической технологии в Массачусетском технологическом институте. С 1978 года работает в Массачусетском технологическом институте.
Член редколлегии журнала Oncogene. Занималась у него Молли Стивенс.

## Награды и отличия
Получил более 200 наград, в число которых входят:
- 1996 — Международная премия Гайрднера
- 1998 — Премия Лемельсона
- 1999 — ACS Award in Polymer Chemistry[нем.]
- 2002 — Премия Чарльза Старка Дрейпера
- 2002 — Othmer Gold Medal[англ.]
- 2002 — Премия Диксона
- 2003 — Медаль Джона Фрица
- 2003 — Премия Харви
- 2004 — Heinz Award[англ.]
- 2004 — Kettering Prize[англ.]
- 2005 — Вашингтонская премия
- 2005 — Премия Дэна Дэвида
- 2005 — Von Hippel Award[нем.]
- 2005 — Премия медицинского центра Олбани
- 2006 — Введён в Национальный зал славы изобретателей
- 2006 — Национальная научная медаль США в номинации «Инженерные науки»[7][8]
- 2008 — Технология тысячелетия
- 2008 — Премия принца Астурийского
- 2008 — Премия Макса Планка
- 2010 — Премия основателей NAE
- 2011 — Премия Фонда Уоррена Альперта[англ.]
- 2011 — Национальная медаль США в области технологий и инноваций
- 2012 — Медаль Вильгельма Экснера
- 2012 — Медаль Перкина
- 2012 — Медаль Пристли
- 2013 — Медаль за инновации в технологиях здравоохранения (IEEE)[англ.]
- 2013 — IRI Medal[англ.]
- 2013 — Международная премия в области нанотехнологий
- 2013 — Премия Вольфа по химии
- 2014 — Премия за прорыв в области медицины
- 2014 — Премия Киото
- 2014 — Biotechnology Heritage Award[англ.]
- 2014 — Chemical Pioneer Award[англ.]
- 2014 — Edward Mack, Jr. Lecture, Университет штата Огайо
- 2015 — Эрстедовская лекция
- 2015 — Премия королевы Елизаветы II в области инженерного дела
- 2015 — Премия Шееле
- 2015 — Медаль Гувера
- 2016 — Медаль Бенджамина Франклина
- 2016 — European Inventor Award
- 2017 — Kabiller Prize in Nanoscience and Nanomedicine[англ.][9]
- 2019 — Дрейфусовская премия по химическим наукам[англ.]
- BBVA Foundation Frontiers of Knowledge Award (2021)[10]
- Премия Бальцана (2022)
- Dr. Paul Janssen Award for Biomedical Research[англ.] (2023)

В 2008 году был включён в список 100 ведущих инженеров-химиков.